# Castanet lo Naut
Castanet lo Naut (en francès Castanet-le-Haut) és un municipi occità del Llenguadoc, situat a la part septentrional del departament de l'Erau i a la regió d'Occitània. L'any 1999 tenia 167 habitants.